# 淮安漣水空港
淮安漣水空港（淮安涟水机场、Huai'an Lianshui Airport）は、中華人民共和国江蘇省淮安市漣水県にある空港である。

## 概要
淮安市の中心部から北西に22kmの場所に位置する。2008年に着工し、2010年9月26日に開業した。第十一次五カ年計画の一つとして建設された。中国東方航空の乗務員訓練基地としても利用されている。

## 就航航空会社
- 中国東方航空
  - 海口、大連、厦門、台北/桃園、瀋陽、上海/浦東、北京、広州
- 中国国際航空
  - 長春、重慶
- 春秋航空
  - 温州、石家荘、大阪/関西、ハルビン、深圳
- 祥鵬航空
  - 昆明、天津
- 長龍航空
  - 西安、杭州

2016年11月現在

## 交通アクセス
市内中心部の嘉华酒店、万达广场の間にバスが運行されている。